# Хмельник, Яцек
Я́цек Хме́льник (пол. Jacek Chmielnik; 31 января 1953, Лодзь — 22 августа 2007, Сухава, Люблинское воеводство) — польский актёр и режиссёр театра и кино.

## Биография
В основном известен по ролям в фильмах Юлиуша Махульского: «Кингсайз», «Ва-банк» и «Ва-банк 2».
Выпускник отделения актёрского мастерства в лодзинской Киношколе (1975). В 1993-1996 годах был директором Нового театра в Лодзи. С 1997 года занимался также и режиссурой. Исполнял роли в нескольких сериалах и был ведущим телешоу Kochamy polskie seriale (буквально: Мы любим польские сериалы).
Погиб от поражения электротоком. Похоронен в Лодзи на коммунальном кладбище Зажев.

## Награды
- Кавалер ордена Возрождения Польши (30 августа 2007 года, посмертно)[6]